# SN 1963K
SN 1963K – supernowa typu I odkryta 15 czerwca 1963 roku w galaktyce NGC 3656. W momencie odkrycia miała maksymalną jasność 15,00m.